# 陳善 (永樂辛卯進士)
陳善（？—？），福建連江人，明朝政治人物、進士出身。

## 生平
永樂六年（1408年），福建戊子乡试中舉。永樂九年，登辛卯科進士，官至监察御史。